# Cetancodonta
Cetancodonta (Whippomorpha) je skupina savců, která zahrnuje dvě sesterské skupiny: kytovce (Cetacea) a jejich nejbližší žijící příbuzné – hrochovité (Hippopotamidae). Kytovci tak patří dovnitř do skupiny sudokopytníků (Artiodactyla). Někteří taxonomové navrhují pro takto rozšířený řád název Cetartiodactyla.
Jedním ze znaků, které hrochy pojí s kytovci, je např. to, že hroši se rodí pod vodou a tam také matka kojí mládě.
Jméno Whippomorpha, někdy také užívané pro tuto skupinu, je zřejmou slovní hříčkou, která spojuje anglická slova whale (velryba) a hippo (hroch).

Nejbližším příbuzným skupiny Cetancodonta je vymřelý Andrewsarchus, spolu s ním se skupina nazývá Cetacodontamorpha.